# 吳瀛濤
吳瀛濤（1916年7月18日—1971年10月6日），臺灣臺北人，為日治時期的作家、民俗學研究者以及翻譯家。臺北商業學校畢業，終戰前旅居香港，以漢文、日文發表詩作。戰後仍持續創作，是少數跨語言世代的台灣人作家。先後出版《臺灣民俗》及《臺灣諺語》等著作。